# Elias Pereira Moniz

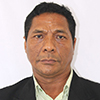
Elias Pereira Moniz

Elias Pereira Moniz (* um 1960) ist ein Unabhängigkeitsaktivist und Politiker aus Osttimor. Er ist Mitglied der Partido Democrático (PD).
Als Student engagierte sich Moniz gegen die indonesische Besatzung seines Heimatlandes. Am 14. Juni 1989 wurde er vom indonesischen Militär auf Bali festgenommen, wo er an der Udayana-Universität studierte.
Nach dem Abzug der Indonesier aus Osttimor trat Moniz in den Staatsdienst. Von 2009 bis 2011 war er der Leiter der Abteilung Wasser und sanitäre Grundversorgung in den Distrikten, in der Nationaldirektion für Wasser- und Sanitärdienste, die dem Staatssekretär für Elektrizität, Wasser und Urbanisation unterstellt war. Von 2012 bis 2015 war Moniz in der V. Regierung Osttimors selbst Staatssekretär für Wasser, Hygiene und Urbanisation (SEASU).